# Бердянський тролейбус
Бердянський тролейбус — проєкт, що передбачав будівництво у Бердянську, третьому за кількістю населення місті Запорізької області, тролейбусної системи.

## Історія
На початку 1953 року вперше про запуск тролейбусного руху у Бердянську офіційно заявив головний архітектор міста Сергій Дронов. Проблема запуску тролейбуса публічно пролунала на початку вересня 1953 року, коли на нараді міського активу обговорювалися основні положення Генерального плану реконструкції міста Бердянськ, який був розроблений Державним інститутом з проєктування міст, який розрахований на найближчі 15-20 років, де і передбачалося будівництво першої черги тролейбусної лінії.
У 1957 та 1960 роках місцева газета «Південна зоря» повідомляла про плани про будівництво в місті тролейбусної лінії, що з'єднала б північно-західний район з центром міста.
1965 року новий головний архітектор Сєров Юрій Дмитрович запевнив, що передбачено спорудити першу чергу тролейбусної лінії напередодні 1970 року від залізничного вокзалу до заводу «Азовкабель».
21 червня 1967 року архітектор Юрій Сєров виступив на сесії Бердянської міської ради депутатів з доповіддю про Генеральний план розвитку міста, який затверджений Радою міністрів УРСР, згідно якого запроєктовано будівництво тролейбусної лінії від залізничного вокзалу до заводу «Азовкабель». На той час міський бюджет вже отримав кошти на будівництво тролейбусного депо по вулиці Карла Лібкнехта (нині — вулиця Польська) і розпочалися проєктні роботи для будівництва першої черги тролейбусної лінії по маршруту за тодішніми вулицями: Пролетарський проспект (нині — Східний проспект) — вулиця Свободи — вулиця Бродського — проспект 12 грудня (нині — Західний проспект) — Мелітопольське шосе — вулиця Ульянових (нині — вул. Європейська). Перша черга повинна була з'єднати центр міста з промисловим районом і новими мікрорайонами.
19 червня 1969 року, в районі заводу скловолокна, був закладений фундамент будівлі тролейбусного депо.
Керівник міської партійної організації М. С. Шаульський заявив, що перша тролейбусна лінія буде протяжністю 9,5 км і про плани будівництва наступного маршруту: Завод «Азовкабель» — вулиця Жданова (нині — вулиця Кабельників), Мелітопольське шосе — проспект 12 грудня (нині — Східний проспект) — вулиця Бродського (нині — вулиця Свободи) — Пролетарський проспект (нині — Східний проспект) — вулиця Повстання (нині — вулиця Лієпайська). Наприкінці листопада 1969 року була відкрита перша черга реконструйованого спуску по проспекту 12 грудня (нині — Західний проспект) для майбутнього запланованого тролейбусного маршруту.
У плані соціального розвитку міста Бердянська на 1971—1975 роки декларувалося, що за цей період повинна бути закінчена і здана в експлуатацію перша черга тролейбусної лінії. За Генеральним планом, розробленим «Укрміськбудпроєктом» і затвердженим у березні 1967 року Радою міністрів УРСР, основним видом громадського транспорту для міста-курорту Бердянська повинен бути тролейбус. Для виконання цього завдання було передбачено будівництво першої черги тролейбусної лінії протяжністю 10 км з реконструкцією вулиць Свободи, Бродського, Ульянових (нині — вулиця Європейська), проспектів Пролетарського (нині — Східний проспект), 12 грудня (нині — Західний проспект), Мелітопольського шосе, по яким повинен прямувати електротранспорт.
Після затишшя 1970-х років надію на втілення запуску тролейбусного руху внесло на початку 1980-х років будівництво заводу «Прилив»: по лінії Міністерства оборони у фінансування цього об'єкта були включені кошти на оплату кошторису проєкту будівництва тролейбусного руху. Однак, з початком перебудови, в черговий раз перекреслила наміри про довгоочікуваний проєкт. На прес-конференції у грудні 1988 року, відповідаючи на питання про будівництво тролейбусної системи, заступник міського голови Г. М. Дубинка заявив, що поки не буде введений водовід з Каховського водосховища про тролейбус у Бердянську і мови бути не може. Хоча підготовчі роботи продовжувалися. На наступний 1989 рік Харківський проєктний інститут включив до плану початок проєктування тролейбусної лінії, згідно якого планувалося розпочати будівництво тролейбусної лінії у 1991 році. До цього потрібно було підготувати автошляхи, обладнати зливову каналізацію, про що свідчить реконструкція вздовж Мелітопольського шосе, що і було втілено після закінчення будівництва водоводу.
Чергову спробу реанімації проєкту «Тролейбус» здійснено у 1995 році, яку детально дослідив А. В. Старіков у статті «Тролейбус» — закрите акціонерне товариство у Бердянську».
30 травня 1998 року, за часів мера Валерія Баранова, виступаючи на зборах акціонерів ЗАТ «Тролейбус», яке поставило крапку у тривалій історії очікування тролейбусного руху в місті, заступник міського голови Г. М. Дубинка повідомив, що доведеться термін реалізації проєкту відкласти на перспективу.